# Masters de 2019
El Masters de 2019 (conocido en inglés y por motivos de patrocinio como 2019 Dafabet Masters) fue un torneo de snooker, profesional y de invitación, que se celebró entre el 13 y el 20 de enero en el Alexandra Palace de la ciudad inglesa de Londres. Fue la cuadragésima quinta edición del Masters, organizado por primera vez en 1975, y la segunda cita de la temporada 2018-19 de las tres que componen la Triple Corona, después del Campeonato del Reino Unido de 2018 y sucedida por el Campeonato Mundial de Snooker de 2019. Judd Trump, que se impuso (10-4) a Ronnie O'Sullivan en la final, se proclamó campeón del torneo por primera vez.

## Resultados

### Cuadro del torneo
Entre paréntesis, se indica el puesto en el que accedieron al torneo los jugadores que llegaron al Alexandra Palace. Recalcado en negrita figura el ganador de cada partido:
|  | primera ronda (mejor de 11) | primera ronda (mejor de 11) |                       |   | cuartos de final (mejor de 11) | cuartos de final (mejor de 11) |  |  | semifinales (mejor de 11) | semifinales (mejor de 11) |  |  | final (mejor de 19) | final (mejor de 19) |
|  |                             |                             |                       |   |                                |                                |  |  |                           |                           |  |  |                     |                     |
|  |                             |                             |                       |   |                                |                                |  |  |                           |                           |  |  |                     |                     |
|  |                             |                             |                       |   |                                |                                |  |  |                           |                           |  |  |                     |                     |
|  | Mark Allen (1)              | 5                           |                       |   |                                |                                |  |  |                           |                           |  |  |                     |                     |
|  | Mark Allen (1)              | 5                           |                       |   |                                |                                |  |  |                           |                           |  |  |                     |                     |
|  | Luca Brecel (15)            | 6                           |                       |   |                                |                                |  |  |                           |                           |  |  |                     |                     |
|  | Luca Brecel (15)            | 6                           | Luca Brecel (15)      | 5 |                                |                                |  |  |                           |                           |  |  |                     |                     |
|  |                             |                             | Luca Brecel (15)      | 5 |                                |                                |  |  |                           |                           |  |  |                     |                     |
|  |                             | Ding Junhui (8)             | 6                     |   |                                |                                |  |  |                           |                           |  |  |                     |                     |
|  | Ding Junhui (8)             | Ding Junhui (8)             | 6                     | 6 |                                |                                |  |  |                           |                           |  |  |                     |                     |
|  | Ding Junhui (8)             |                             |                       | 6 |                                |                                |  |  |                           |                           |  |  |                     |                     |
|  | Jack Lisowski (16)          | 1                           |                       |   |                                |                                |  |  |                           |                           |  |  |                     |                     |
|  | Jack Lisowski (16)          | 1                           | Ding Junhui (8)       | 3 |                                |                                |  |  |                           |                           |  |  |                     |                     |
|  |                             |                             | Ding Junhui (8)       | 3 |                                |                                |  |  |                           |                           |  |  |                     |                     |
|  |                             | Ronnie O'Sullivan (4)       | 6                     |   |                                |                                |  |  |                           |                           |  |  |                     |                     |
|  | John Higgins (5)            | Ronnie O'Sullivan (4)       | 6                     | 5 |                                |                                |  |  |                           |                           |  |  |                     |                     |
|  | John Higgins (5)            |                             |                       | 5 |                                |                                |  |  |                           |                           |  |  |                     |                     |
|  | Ryan Day (13)               | 6                           |                       |   |                                |                                |  |  |                           |                           |  |  |                     |                     |
|  | Ryan Day (13)               | 6                           | Ryan Day (13)         | 3 |                                |                                |  |  |                           |                           |  |  |                     |                     |
|  |                             |                             | Ryan Day (13)         | 3 |                                |                                |  |  |                           |                           |  |  |                     |                     |
|  |                             | Ronnie O'Sullivan (4)       | 6                     |   |                                |                                |  |  |                           |                           |  |  |                     |                     |
|  | Ronnie O'Sullivan (4)       | Ronnie O'Sullivan (4)       | 6                     | 6 |                                |                                |  |  |                           |                           |  |  |                     |                     |
|  | Ronnie O'Sullivan (4)       |                             |                       | 6 |                                |                                |  |  |                           |                           |  |  |                     |                     |
|  | Stuart Bingham (12)         | 2                           |                       |   |                                |                                |  |  |                           |                           |  |  |                     |                     |
|  | Stuart Bingham (12)         | 2                           | Ronnie O'Sullivan (4) | 4 |                                |                                |  |  |                           |                           |  |  |                     |                     |
|  |                             |                             | Ronnie O'Sullivan (4) | 4 |                                |                                |  |  |                           |                           |  |  |                     |                     |
|  |                             | Judd Trump (6)              | 10                    |   |                                |                                |  |  |                           |                           |  |  |                     |                     |
|  | Mark Selby (3)              | Judd Trump (6)              | 10                    | 6 |                                |                                |  |  |                           |                           |  |  |                     |                     |
|  | Mark Selby (3)              |                             |                       | 6 |                                |                                |  |  |                           |                           |  |  |                     |                     |
|  | Stephen Maguire (14)        | 2                           |                       |   |                                |                                |  |  |                           |                           |  |  |                     |                     |
|  | Stephen Maguire (14)        | 2                           | Mark Selby (3)        | 2 |                                |                                |  |  |                           |                           |  |  |                     |                     |
|  |                             |                             | Mark Selby (3)        | 2 |                                |                                |  |  |                           |                           |  |  |                     |                     |
|  |                             | Judd Trump (6)              | 6                     |   |                                |                                |  |  |                           |                           |  |  |                     |                     |
|  | Judd Trump (6)              | Judd Trump (6)              | 6                     | 6 |                                |                                |  |  |                           |                           |  |  |                     |                     |
|  | Judd Trump (6)              |                             |                       | 6 |                                |                                |  |  |                           |                           |  |  |                     |                     |
|  | Kyren Wilson (10)           | 2                           |                       |   |                                |                                |  |  |                           |                           |  |  |                     |                     |
|  | Kyren Wilson (10)           | 2                           | Judd Trump (6)        | 6 |                                |                                |  |  |                           |                           |  |  |                     |                     |
|  |                             |                             | Judd Trump (6)        | 6 |                                |                                |  |  |                           |                           |  |  |                     |                     |
|  |                             | Neil Robertson (9)          | 4                     |   |                                |                                |  |  |                           |                           |  |  |                     |                     |
|  | Barry Hawkins (7)           | Neil Robertson (9)          | 4                     | 6 |                                |                                |  |  |                           |                           |  |  |                     |                     |
|  | Barry Hawkins (7)           |                             |                       | 6 |                                |                                |  |  |                           |                           |  |  |                     |                     |
|  | Shaun Murphy (11)           | 2                           |                       |   |                                |                                |  |  |                           |                           |  |  |                     |                     |
|  | Shaun Murphy (11)           | 2                           | Barry Hawkins (7)     | 3 |                                |                                |  |  |                           |                           |  |  |                     |                     |
|  |                             |                             | Barry Hawkins (7)     | 3 |                                |                                |  |  |                           |                           |  |  |                     |                     |
|  |                             | Neil Robertson (9)          | 6                     |   |                                |                                |  |  |                           |                           |  |  |                     |                     |
|  | Mark Williams (2)           | Neil Robertson (9)          | 6                     | 3 |                                |                                |  |  |                           |                           |  |  |                     |                     |
|  | Mark Williams (2)           |                             |                       | 3 |                                |                                |  |  |                           |                           |  |  |                     |                     |
|  | Neil Robertson (9)          | 6                           |                       |   |                                |                                |  |  |                           |                           |  |  |                     |                     |
|  | Neil Robertson (9)          | 6                           |                       |   |                                |                                |  |  |                           |                           |  |  |                     |                     |

## Centenas
Los jugadores consiguieron amasar un total de veinticuatro centenas durante el torneo. La más alta, de 140, fue obra de Brecel. Así se distribuyeron:
- 140 — Luca Brecel
- 136 — Mark Allen
- 134, 119, 114, 111, 109 — Ronnie O'Sullivan
- 133, 125, 115, 110 — Mark Selby
- 128, 111 — Ryan Day
- 128, 101 — Judd Trump
- 127, 127, 102 — Neil Robertson
- 125, 123, 122, 107, 105 — Ding Junhui
- 124 — Barry Hawkins